# Dorfkirche Burkhardswalde (Klipphausen)

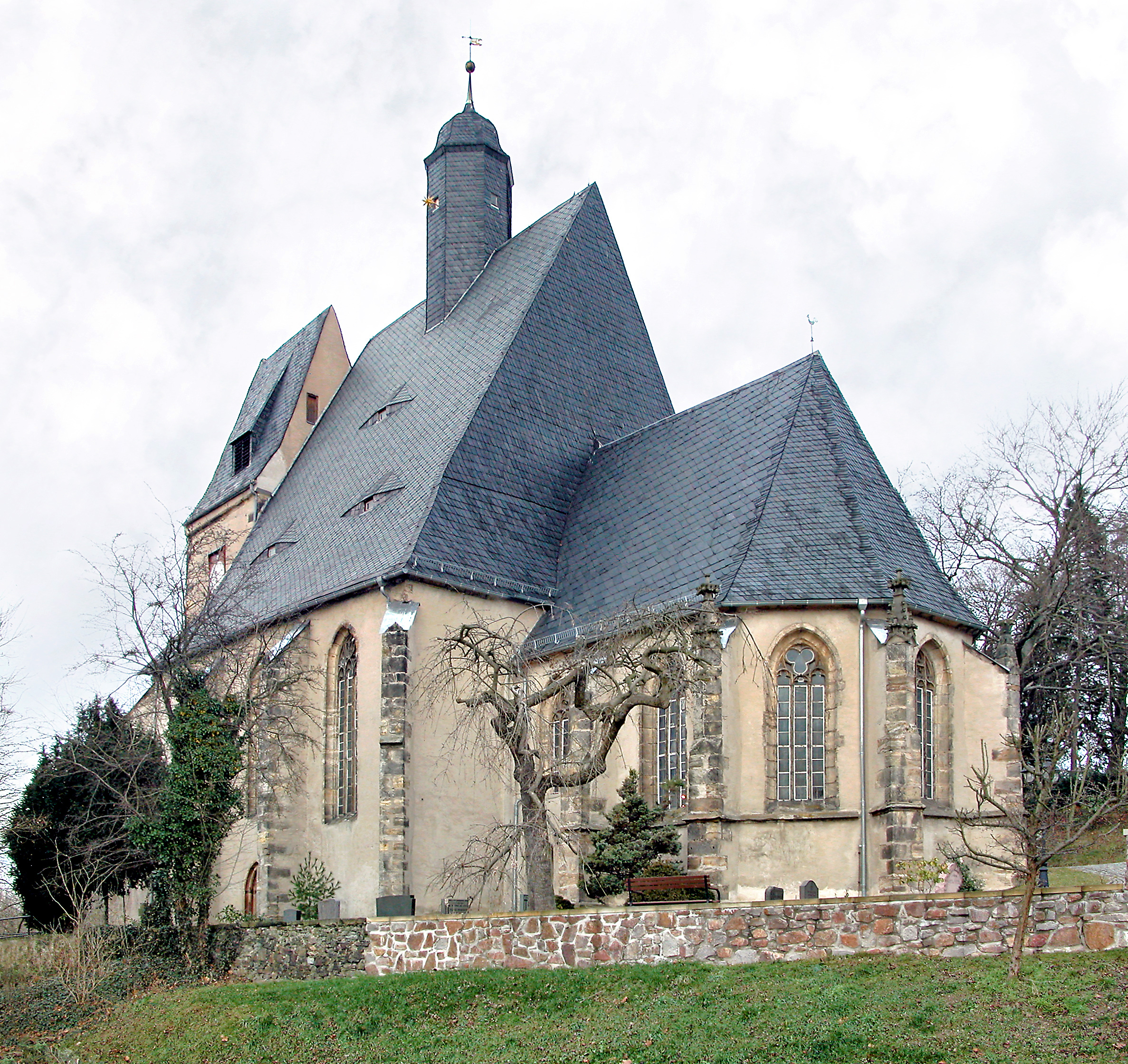
Dorfkirche Burkhardswalde (Klipphausen)

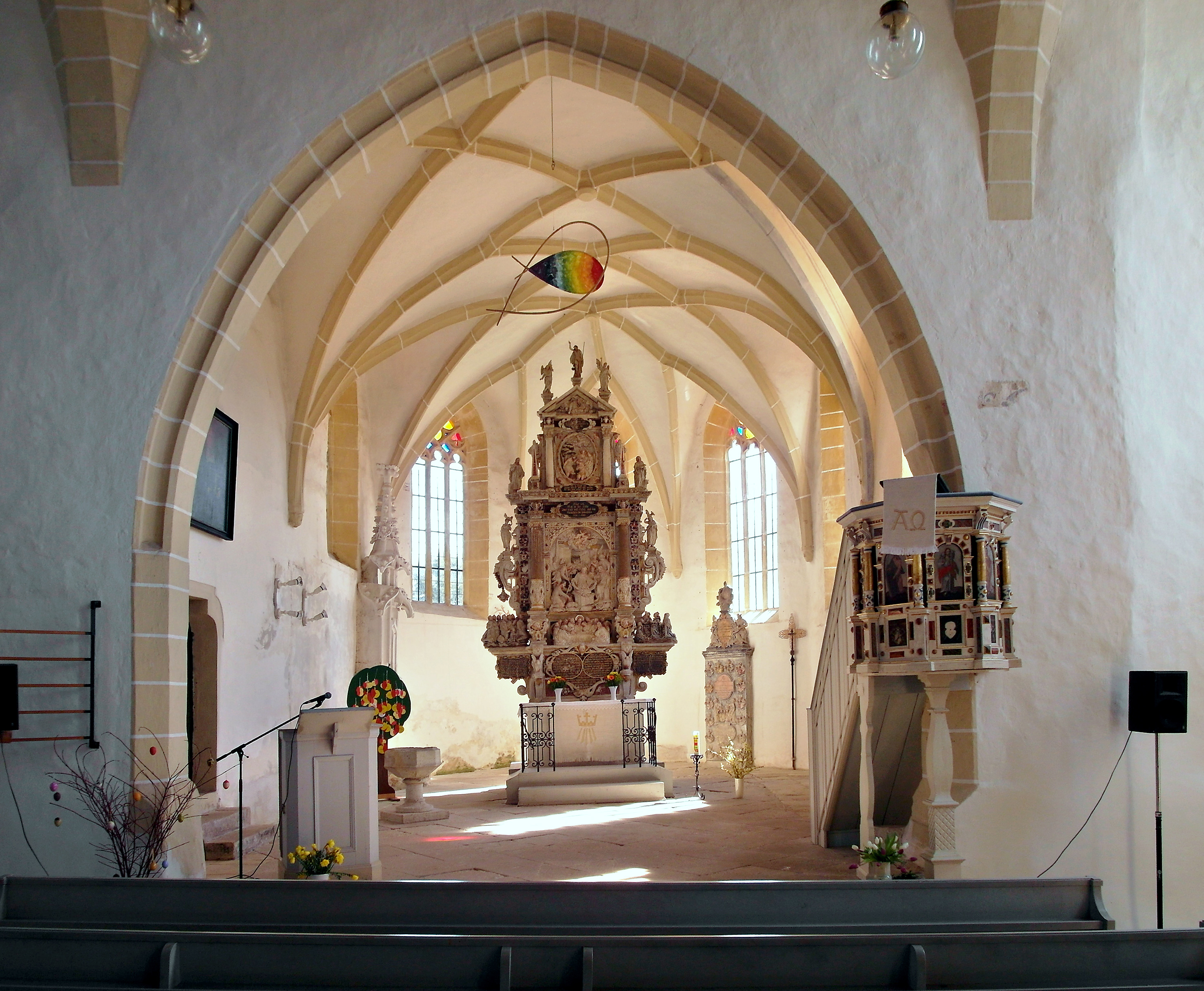
Innenansicht

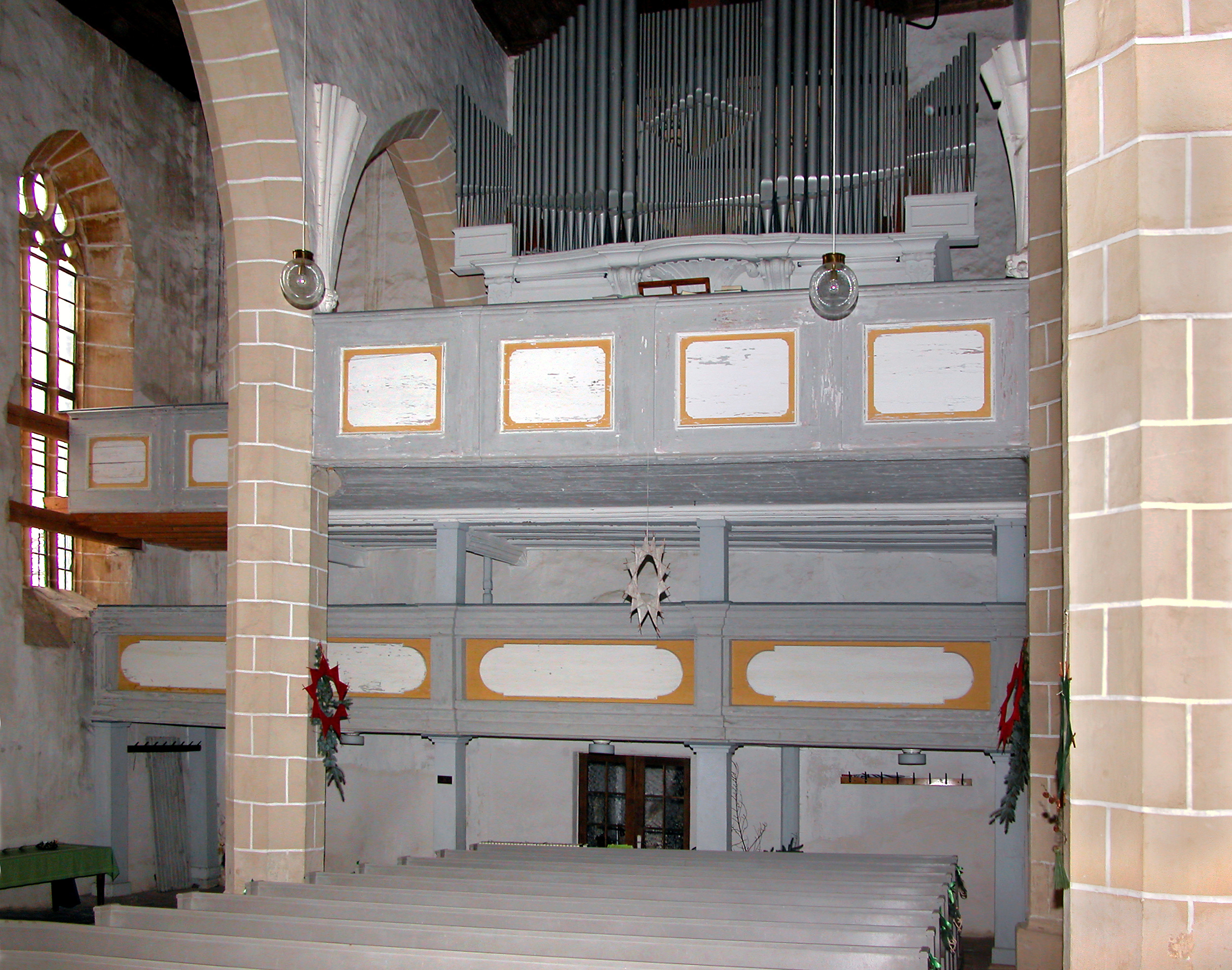
Innenansicht nach Westen

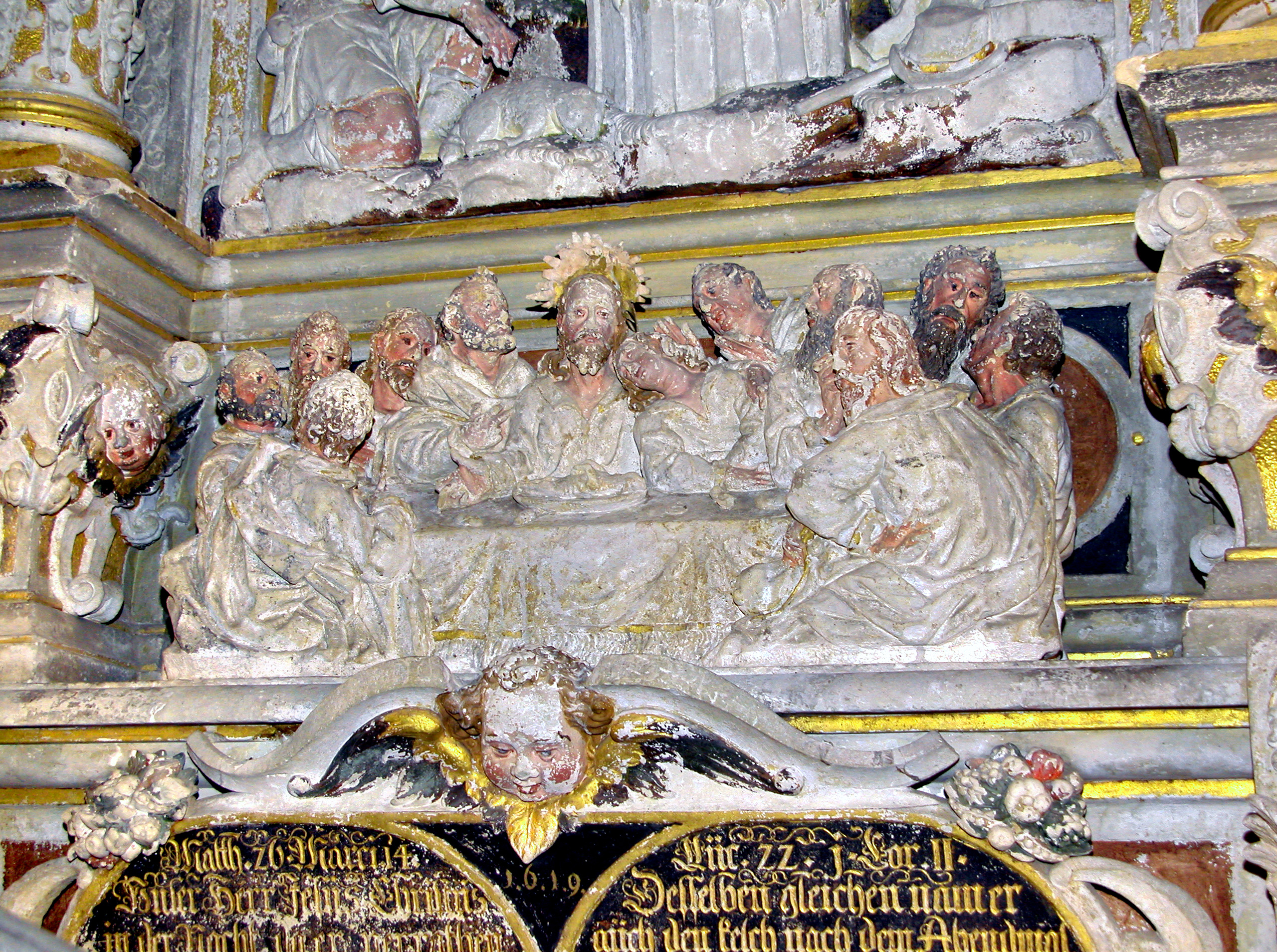
Altardetail

Die evangelische Dorfkirche Burkhardswalde ist eine spätgotische Hallenkirche im Ortsteil Burkhardswalde von Klipphausen im Landkreis Meißen in Sachsen. Sie gehört zum Schwesterkirchenverbund der Kirchengemeinden Burkhardswalde, Krögis und Miltitz-Heynitz der Evangelisch-Lutherischen Landeskirche Sachsens.

## Geschichte und Architektur
Die aufwändige Kirche war vermutlich einst Ziel einer Wallfahrt und ist mit ihrer unverwechselbaren Silhouette in der umgebenden Landschaft weithin sichtbar. Der Dachstuhl wurde dendrochronologisch auf 1470 datiert.
Das Bauwerk ist ein verputzter Bruchsteinbau mit eingezogenem Chor mit Dreiachtelschluss. Die Strebepfeiler sind mit Fialenaufsätzen versehen, die zum Teil Kreuzblumen tragen. Große Maßwerkfenster erhellen das Innere. Die Sakristei mit spätgotischem Portal ist nördlich am Chor angebaut. Die Strebepfeiler am Langhaus haben keine Aufsätze, die Spitzbogenfenster sind zum Teil ohne Maßwerk geblieben und wurden zum Teil später verändert. Einfache spätgotische Portale in Sandstein im Westen, Süden und Norden erschließen das Bauwerk.
Der dreigeschossige, nicht in der Mittelachse des Langhauses stehende massige Westturm mit Eckquadern stammt vermutlich vom Vorgängerbau aus der ersten Hälfte des 15. Jahrhunderts und wurde nach Brand im Jahr 1799 erneuert. Charakteristisch sind das mächtige Satteldach des Langhauses mit oktogonalem Dachreiter, der eine barocke Haube trägt, das nur wenig höhere einfache Satteldach des Turms und das wesentlich niedrigere Chordach.
Das hellbeleuchtete, breite, dreischiffige, nur drei Joche umfassende Langhaus war ursprünglich für eine Einwölbung vorgesehen und ist mit einer flachen Holzdecke über vier achteckigen, gekehlten, die Schiffe unterteilenden Sandsteinpfeilern und zugehörigen Schildbogenwänden abgeschlossen. An den Pfeilern sind Rippenansätze über Kopf- und Blattkonsolen erhalten. In der Nordostecke ist eine Wendeltreppe vermutlich aus dem 15. Jahrhundert von bisher unbekannter Funktion eingebaut. Ein großer gekehlter Chorbogen öffnet sich zum zweijochigen Chor, die Rippen seines Netzgewölbes sitzen auf Kopfkonsolen. Die zweigeschossige hölzerne Westempore stammt aus dem 18. Jahrhundert.

## Ausstattung
Ein über 5 m hoher, künstlerisch wertvoller Epitaphaltar des Manierismus aus Sandstein und Holz wurde 1619 von Melchior Kuntze für Heinrich von Ende († 1600) geschaffen. Der Altar repräsentiert den Typ des Triumphbogenretabels mit Ädikula-Auszug und zeigt an der Predella Inschriftkartuschen, die auf Heinrich von Ende und seine Gemahlin Maria von Haubitz († 1628) verweisen. Darüber befindet sich ein zweizoniger Aufbau mit einer schmalen predella-ähnlichen Zone mit Abendmahlsrelief und seitlich zugeordneten, auf Auskragungen knienden männlichen und weiblichen Angehörigen der Stiftersippe, die obere Hauptzone ist mit zwei ionischen Säulen ausgestaltet, dazwischen ein großes Relief der Geburt Christi in einer stichbogigen Nische. Die Säulen sind von Lisenen begleitet, welche Adelswappen tragen, der Auszug ist mit einem Relief der Taufe Christi ausgestattet, auf seinem Giebel bilden die Figur des Salvator mundi und zwei Engel den Abschluss. Die Mensa des Altars ist spätgotisch, das geschmiedete Altargitter entstammt dem 18. Jahrhundert. Die Orgel ist ein Werk der Firma Eule Orgelbau Bautzen aus dem Jahr 1931.
Die Holzkanzel von 1626 ist mit biblischen und allegorischen Gestalten bemalt und mit den Wappen derer von Ende/von Haubitz versehen. Ein spätgotisches Sakramentshaus aus Sandstein vom Ende des 15. Jahrhunderts besteht aus Unterbau, Tragsäule, dem Gehäuse mit Kielbogenöffnung mit einem Baldachin und steht frei vor der Chor-Nordwand. Ein Holzepitaph für Georg von Ende († 1666) im Achteckrahmen ist bemalt und mit geschnitzten Trophäen und Knorpelwerk ausgeschmückt. An den Chorwänden stehen Grabdenkmäler eines Knaben, Sohn des Albrecht von Miltitz († 1575), des Albrecht von Miltitz († 1583), des Heinrich Albrecht von Ende und Gemahlin (beide † 1709), einer Frau, wahrscheinlich der Witwe des Albrecht von Miltitz, Ende des 16. Jahrhunderts, sämtlich aus Sandstein, mit Reliefbildnissen der Verstorbenen; die große Platte von 1709 ist mit farbig gefassten Wappen- und Kartuschenreliefs gestaltet.